# 松葉杖

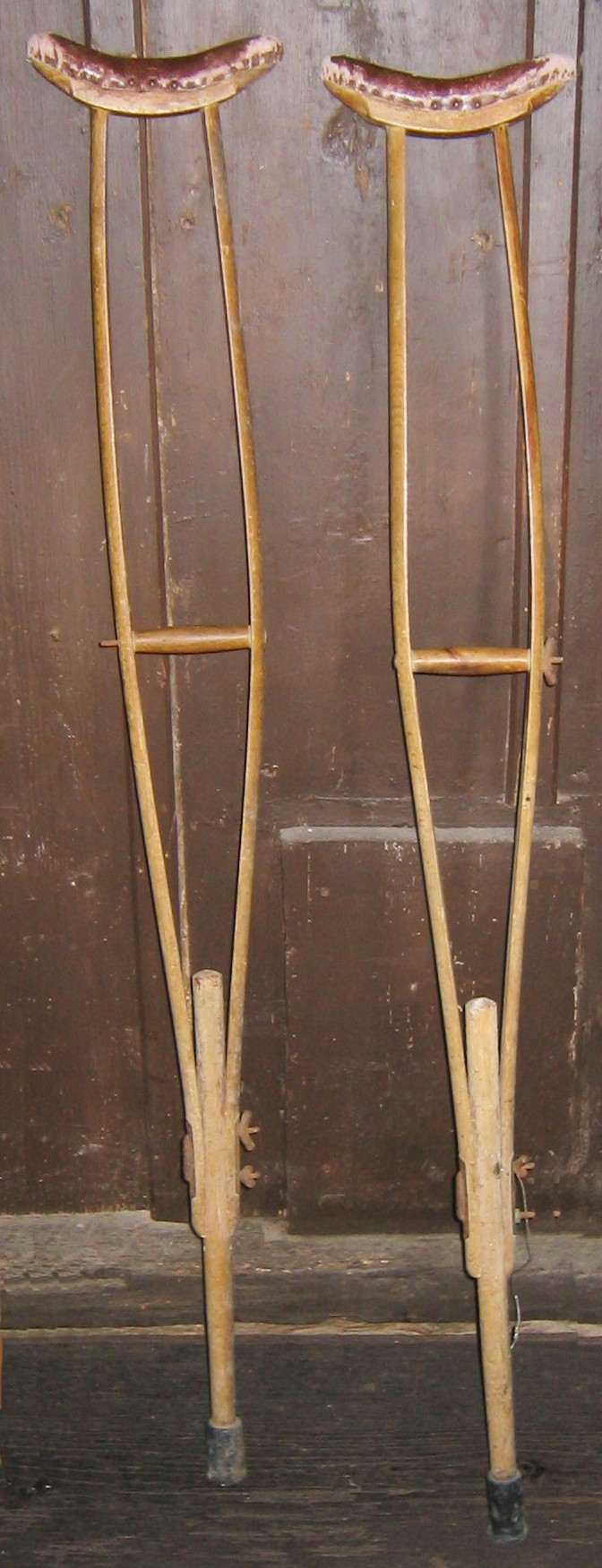
松葉杖(高さ調節可能なもの)

松葉杖（まつばづえ）は、足が不自由な人の歩行を補助するための福祉機器、歩行補助機器。
嘗ては木製の物が主流だったが、重量がある上に劣化・破損しやすいため、現在はアルミ製などの製品が主流となっている。

## 概要
標準的な松葉杖は杖の手の側が松葉のように二股に分かれており、最上部の横木を脇の下に挟み、間に張られた持ち手を持って歩行する。こうすることで普通の杖よりも身体を支えやすく安定した歩行が可能になる。ただし上半身の各部が健常で一定の筋力があることと、相応のバランス感覚が必要とされるため、老人などには向かない。また、原則的には2本で使用されるものである。

## 分類

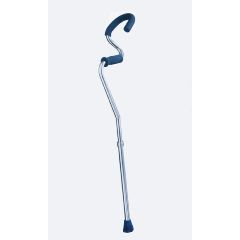
前腕部支持型の一種

脇固定型
典型的な松葉杖であり、脇と掌で体重を支持する。両側で運用した場合、体重の80%を支持できるとされるが、実際の現場では安全率を見込み、50%以下で運用される。先端部で長さが調整できるものもある。
上腕三頭筋型
見た目は脇固定型とあまり変わらないが、脇ではなく上腕三頭筋と脇で脇当てを挟み、体重を支持するものである。カナディアンクラッチと呼ばれる。
前腕部支持型
ロフストランドクラッチと呼ばれる型。50% - 80%の体重を支持できる。また、2本を両腕で扱うことも、後述する松葉杖の歩法が利用可能である。詳しくはリンク先を参照。
その他、歩行を助ける杖としては足の部分が四つに分かれて自立する多脚型、一般に使われている握り手がＴ字のものなど様々な形状のものが存在する。材質は木やアルミなどの種類がある。

## 使用法

### 二点歩法
一方の松葉杖と反対側の下肢を同時に前に出す動きを繰り返す。具体的に書けば、左足と右杖、右足と左杖、と、交互に足を運んでいく形となる。

### 四点歩法
一方の松葉杖、対側の下肢、対側の松葉杖、最初の側の下肢、と言った順で歩を進める。具体的に書けば、右杖、左足、左杖、右足、と言った順番になる。

### 同時引き摺り歩法
松葉杖を両側同時に出し、両足を引きずって松葉杖の位置まで持っていく。歩行器に近い形となる。なお、引きずらずに小さく跳躍する様な形で杖の位置まで足を持っていくものを小振り歩行、松葉杖の先を支点として、杖より更に前方に着地するものを大振り歩行とする。

### 三点歩法
患側の症状が重い場合などは、歩行に片足のみを用いる「三点非荷重歩法」が用いられる。これはまず、健常な片足で身体を保持しつつ、両方の松葉杖を一歩前に進め、続いてその2本の松葉杖を支えとして、健常な足を前に出すことを繰り返す。疾患のある側の足を用いずに前進が可能である。
患側の下肢にある程度の負荷をかけても良い、部分免荷である場合は、患側と松葉杖を同時に前に進める動きと、健側を前に出す動きを繰り返す。いわば患側の脚を松葉杖で助ける形となる。

### その他
- 一般的なT字杖(1本)の場合、原則的に健側で用い、やはり杖と患側を同時に前進させる形となる。